# Glypta davisii
Glypta davisii är en stekelart som beskrevs av Dalla Torre 1901. Glypta davisii ingår i släktet Glypta och familjen brokparasitsteklar. Inga underarter finns listade i Catalogue of Life.